# ルース・パーク
ルース・パーク（英語: Ruth Park AM, 1917年8月24日 - 2010年12月14日）は、ニュージーランド生まれのオーストラリア人作家。

## 経歴
パークーはオークランドで、スコットランド人の父親とスウェーデン人の母親の間に生まれた。家族は後にニュージーランド北島の南にあるテクイティの町に移り、そこで彼らは孤立した地域に暮らした。
世界恐慌の間、労働者階級の父親は、ブッシュの道や橋で働き、運転手として働き、政府の救援活動を行い、製材所ののこぎり工になった。最後にオークランドへ戻り、市議会の労働力に加わった。家族はニュージーランドでは州議会議事堂として知られる公営住宅に居住し、金は依然として不足していた。ルース・パークは、カトリックの小学校に通った後、中学校への部分的な奨学金を獲得しましたが、高校教育は出席する余裕がない期間のために途絶した。彼女はまた、オークランド大学で外部学位コースを修了した。
パークがプロの作家として最初に世に出たのは、『オークランド・スター』紙にジャーナリストとして雇われたときであったが、彼女は自分に与えられた任務に挑戦しがたいことに気づいた。彼女は視野を広げたいと思い、『サンフランシスコ・エグザミナー』からの求人を受け入れたが、真珠湾攻撃後の米国への入国要件の厳しさで計画の変更を余儀なくされた。代わって、1942年にオーストラリアのシドニーへ移り、そこで別の新聞に職を得た。
同年に、ルースは新進のオーストラリア人作家ダーシー・ニランド（1917年 – 1967年）と結婚した。彼女は数年間ペンフレンドとして連絡を取り、移住の前のシドニー訪問でようやく対面した。そこで彼女はフリーランスのライターとしてのキャリアに乗り出した。パークとニランドには5人の子供がいて、そのうちの末の双子の娘であるキルメニーとデボラは挿絵画家になった。ニランドが49歳で心臓病によりシドニーで死去し、またキルメニーにも先立たれたことで、パークは大きなショックを受けた。パークには11人の孫と5人の曾孫がいた。作家のレイフ・チャンピオンは義理の息子である。さらに、ダーシー・ニランドの兄弟ベレスフォードはルース・パークの姉妹ジョセリンと結婚した。

## 執筆キャリア
1942年にアイダエリザベスオズボーンがABCチルドレンズセッションの連載を執筆する契約を結んだとき、彼女はシリーズ「ワイドアウェイクバニップ」を執筆した。主演俳優のアルバート・コリンズが1951年に突然亡くなったとき、彼女は方向を変え、最初にレオナルド・ティール、次にジョン・エワートがタイトルロールを務めるマドルヘッドのウォンバットが誕生した。シリーズは1970年にラジオ番組が折りたたまれたときに終了しました。1962年から1982年の間に彼女がキャラクターについての一連の児童書を書いたほどの人気であった。
彼女の最初の小説は The Harp in the South（1948）で、これは37の言語に翻訳された、シドニーでのアイルランドのスラム街の生活のグラフィックストーリーであった。文芸評論家から絶賛されたものの、この本はその率直さから一般の人々の間で物議を醸し、一部の新聞の手紙作家からは、シドニーにはスラム街がなかったため残酷なファンタジーと呼ばれていた。しかし、新しく結婚したパークとニランドは、サリーヒルズの荒れた都心部の郊外にあるシドニーのスラム街にしばらく住んでいて、小説の正確さを保証した。絶版になったことはない。シドニーのスラム街の生活は、彼女の子供向け小説"ゲームービーティー・ボウ" （Playing Beatie Bow、1980）で繰り返されている。
パークは1949年に出版された Poor Man's Orangeというタイトルのフォローアップ小説で最初の成功を収めた。 1950年代、家族を育てるという要求にもかかわらず、彼女はたゆまず書いた。シドニー・モーニング・ヘラルドで発表された2010年のトリビュート記事によると、彼女は文学エージェントのティム・カーノウによって書かれ、この10年間だけで5,000以上のラジオの脚本を制作し、新聞や雑誌に多数の記事を寄稿し、より重いフィクション作品を執筆した。
彼女はその後、他の小説の中でもとりわけ、The Harp in the Southの前編であるミサス（Missus、1985）を書き、映画やテレビの脚本を作成した。彼女の自叙伝、A Fence Around the Cuckoo（1992）とFishing in the Styx（1993）は、それぞれニュージーランドとオーストラリアでの彼女の生活を扱っている。彼女はまた、ニュージーランドでの金採掘についての小説セット、One-a-pecker、Two-a-pecker（1957）を執筆した。 オタゴ地方. (その後、The Frost and TheFireに改名された。)
パークは再婚しなかった。1946年から2004年の間に、彼女はオーストラリアと海外の両方で文学に貢献したことで数々の賞を受賞した。 彼女は1987年にオーストラリア勲章メンバーを受章した（彼女の賞と栄誉は以下のとおり）。
1974年から1981年まで、パークはノーフォーク島に住み、本やギフトを販売する店の共同経営者を務めた。しかし、彼女は晩年にはシドニーのハーバーサイド郊外のモスマンに住んでいた。彼女は2010年12月14日に93歳で睡眠中に死去した。

## 書誌

### 小説
- The Harp in the South (1948)
- Poor Man’s Orange (1949); タイトルで公開 12 1/2 Plymouth Street, (1951)
- The Witch’s Thorn (1951)
- A Power of Roses (1953)
- Serpent’s Delight (1953); タイトルで公開 The Good Looking Women, (1961)
- Pink Flannel (1955); タイトルで公開 «Dear Hearts and Gentle People», (1981)
- One-a-Pecker, Two-a-Pecker (1957); タイトルで公開 The Frost and the Fire, (1958)
- Swords and Crowns and Rings (1977)
- Missus (1985)

### 子供向けの本
- The Hole in the Hill (1961); タイトルで公開 Secret of the Maori Cave, (1961)
- The Ship’s Cat (1961)
- The Muddle-Headed Wombat （本のシリーズ） (1962-82)
- Airlift for Grandee (1962)
- The Road to Christmas (1962)
- The Road Under the Sea (1962)
- The Shaky Island (1962)
- Uncle Matt’s Mountain (1962)
- The Ring for the Sorcerer (1967)
- The Sixpenny Island (1968)
- Nuki and the Sea Serpent: a Maori Legend (1969)
- The Runaway Bus (1969)
- Callie’s Castle (1974)
- The Gigantic Balloon (1975)
- Merchant Campbell (1976)
- Roger Bandy (1977)
- Come Danger, Come Darkness (1978)
- Playing Beatie Bow (1980)
- When the Wind Changed (1980)
- The Big Brass Key (1983)
- My Sister Sif (1986)
- Callie’s Family (1988)
- Things in Corners (1989) — 短編小説
- James (1991)

### ノンフィクション
- Der Goldene Bumerang (1955) または The Golden Boomerang
- The Drums Go Bang (1956), ダーシー•ナイランドとの共同自伝
- The Companion Guide to Sydney (1973)
- Norfolk Island and Lord Howe Island (1982)
- The Sydney We Love (1983)
- The Tasmania We Love (1987)
- A Fence Around the Cuckoo (1992), 自叙伝
- Fishing in the Styx (1993), 自伝
- Home Before Dark: The Story of Les Darcy, a Great Australian Hero (1995), レイフ・チャンピオン（英語版）との共著